# Žakarovce
Žakarovce este o comună slovacă, aflată în districtul Gelnica din regiunea Košice. Localitatea se află la altitudinea de 533 m deasupra n.m., se întinde pe o suprafață de 8,62 km2 și în 2017 număra 725 de locuitori.

## Istoric
Localitatea Žakarovce este atestată documentar din 1336.

## Demografie
| An:                | 1994 | 2004   | 2014   | 2024    |
| ------------------ | ---- | ------ | ------ | ------- |
| Număr de persoane: | 766  | 761    | 758    | 676     |
| Diferență:         |      | −0,65% | −0,39% | −10,81% |

| An:                | 2023 | 2024   |
| ------------------ | ---- | ------ |
| Număr de persoane: | 681  | 676    |
| Diferență:         |      | −0,73% |